# Crepitante
En medicina humana y veterinaria, el crepitante es un sonido anormal, fino y burbujeante, que se encuentra cuando se auscultan los ruidos pulmonares a través del tórax y suele deberse a la aparición de secreciones dentro de la luz de los bronquiolos o alvéolos. Por lo general, es un sonido que se escucha durante la inspiración y que no se modifica cuando la persona tose, debido a que a nivel de los alvéolos pulmonares no hay cilios que ayuden a movilizar las secreciones.

## Etiología
Las causas más frecuentes de crepitantes son la bronconeumonía y la neumonía. La insuficiencia cardíaca izquierda, es decir, un fallo súbito del lado izquierdo del corazón, provoca la acumulación de líquido en los alvéolos, denominado edema agudo de pulmón, que característicamente produce crepitantes. Los crepitantes son uno de los signos considerados clásicos del tromboembolismo pulmonar. Los crepitantes en estas enfermedades se localizan de manera generalizada y bilateral en los pulmones.
Otros trastornos que causan crepitantes incluyen el absceso pulmonar y cavidades tuberculosas, que por lo general, son crepitantes que se localizan en el lugar de las lesiones que los producen.